# Exoprosopa albida
Exoprosopa albida är en tvåvingeart som först beskrevs av Walker 1852.  Exoprosopa albida ingår i släktet Exoprosopa och familjen svävflugor. Inga underarter finns listade i Catalogue of Life.